# 厄兰岛
厄兰岛（瑞典語：Öland），瑞典第二大岛，波罗的海第四大岛，也是瑞典最小的一个舊省。
厄兰岛隔卡尔马海峡与瑞典本土相望，形状狭长，南北长137公里，东西最窄处仅3.2公里，全岛面积1342平方公里，人口约25000人。1972年厄兰大桥开通后，厄兰岛与大陆之间建立了直接交通联系。